# Grammodes stupida
Grammodes stupida là một loài bướm đêm trong họ Erebidae.